# Muliufi Salanoa
Pas d'image ? Cliquez ici

a Compétitions nationales et continentales officielles uniquement.

b Matchs officiels uniquement.
Dernière mise à jour le 4 novembre.
Muliufi Salanoa, né le 16 août 1980 à Apia, est un joueur de rugby à XV samoan. Il évolue avec l'équipe de Samoa au poste de talonneur ou de pilier.

## Carrière

### En club
- Skopa  Samoa

### En équipe nationale
Il a honoré sa première cape internationale en équipe des Samoa le 9 juin 2006 contre l'équipe réserve des All Blacks. Salanoa dispute la coupe du monde de rugby 2007.

## Statistiques en équipe nationale
- 10 sélections en équipe des Samoa depuis 2006